# Derby Kabylo-Argel
El Derby Kabylo-Argel es la rivalidad en fútbol entre los equipos JS Kabylie y USM Alger, equipos de Argelia, los cuales se enfrentaron por primera vez en 1950.

## Historia
El primer enfrentamiento entre ambos equipos fue el 17 de diciembre de 1950 con triunfo para el JS Kabylie por 5-2. La rivalidad de ambos se da por las ciudades de donde provienen, ya que el USM Alger es de la capital Argel y el JS Kabylie es de Cabilia.

## Comparación
| Torneo        | Torneo                           | USM Alger | JS Kabylie |
| ------------- | -------------------------------- | --------- | ---------- |
| Liga          | Algerian Ligue Professionnelle 1 | 6         | 14         |
| Total         | Total                            | 6         | 14         |
| Copa          | Algerian Cup                     | 8         | 5          |
| Copa          | Algerian Super Cup               | 1         | 1          |
| Total         | Total                            | 9         | 6          |
| Internacional | CAF Champions League             | –         | 2          |
| Internacional | CAF Cup Winners' Cup             | –         | 1          |
| Internacional | CAF Cup                          | –         | 3          |
| Internacional | Super Cup                        | –         | 1          |
| Internacional | Arab Champions League            | 1         | –          |
| Total         | Total                            | 1         | 7          |
| Total Títulos | Total Títulos                    | 16        | 27         |

## Enfrentamientos
| Torneo              | Triunfos del USMA | Empates | Triunfos del JSK |
| ------------------- | ----------------- | ------- | ---------------- |
| Ligue 1             | 20                | 23      | 25               |
| Copa                | 4                 | 5       | 0                |
| Liga départementale | 0                 | 0       | 2                |
| Copa de la Liga     | 1                 | 0       | 0                |
| Ligue 2             | 1                 | 2       | 1                |
| Total               | 26                | 30      | 28               |

## Jugadores

### Militaron en Ambos Equipos
| Nombre               | Periodo en el USM Alger       | Periodo en el USM Alger | Periodo en el USM Alger | Periodo en el JS Kabylie | Periodo en el JS Kabylie | Periodo en el JS Kabylie |
| Nombre               | Span                          | Partidos en Liga        | Goles en Liga           | Span                     | Partidos en Liga         | Goles en Liga            |
| -------------------- | ----------------------------- | ----------------------- | ----------------------- | ------------------------ | ------------------------ | ------------------------ |
| Hocine Achiou        | 1996–2006 2007–2008 2009–2011 | 95 23 46                | 17 3 1                  | 2009                     | 18                       | 3                        |
| Farouk Belkaïd       | 2005–2006                     | 22                      | 3                       | 1998–2005                | 141                      | 23                       |
| Youcef Benamara      | 2012–2014                     | 19                      | 0                       | 2014–presente            | 0                        | 0                        |
| Adlène Bensaïd       | 2006                          | 13                      | 3                       | 2007–2009                | 39                       | 16                       |
| Yacine Bezzaz        | 2011–2012                     | 11                      | 0                       | 2001–2002                | 25                       | 4                        |
| Mohamed Boussefiane  | 2005–2009                     | 51                      | 10                      | 2009                     | 10                       | 1                        |
| Tarek Hadj Adlane    | 1985–1991 1996–1999 2000–2002 | ? 29                    | ? 14                    | 1991–1996                | ?                        | 112                      |
| Farès Hamiti         | 2011–2012                     | 15                      | 1                       | 2009–2011                | 50                       | 12                       |
| Salim Hanifi         | 2013                          | 6                       | 0                       | 2011–2013                | 35                       | 10                       |
| Sofiane Harkat       | 2009–2010                     | ?                       | ?                       | 2005–2008                | ?                        | ?                        |
| Hamza Yacef          | 1997–2001                     | ?                       | ?                       | 2005–2007                | 53                       | 9                        |
| Saad Tedjar          | 2012–2013                     | 16                      | 1                       | 2010–2012                | 41                       | 5                        |
| Mohamed Seguer       | 2012–presente                 | 0                       | 0                       | 2010                     | 10                       | 1                        |
| Ali Rial             | 2007–2010                     | 81                      | 9                       | 2010–presente            | 65                       | 6                        |
| Nouri Ouznadji       | 2009–2012                     | 69                      | 12                      | 2008–2009                | 12                       | 2                        |
| Hocine El Orfi       | 2012–presente                 | 0                       | 0                       | 2010–2012                | 45                       | 0                        |
| Hocine Metref        | 2002–2008                     | 116                     | 15                      | 2011–2012                | 20                       | 0                        |
| Zineddine Mekkaoui   | 2004–2010                     | 35                      | 1                       | 2012–presente            | 0                        | 0                        |
| Mohamed Rabie Meftah | 2011–presente                 | 18                      | 3                       | 2004–2010                | ?                        | ?                        |
| Mahieddine Meftah    | 1996–2007                     | ?                       | ?                       | 1987–1996                | ?                        | ?                        |
| Kamel Marek          | 2007–2008                     | ?                       | ?                       | 2005–2007                | ?                        | ?                        |
| Adel Maïza           | 2012                          | 4                       | 0                       | 2013                     | 9                        | 2                        |